# Thiepval
Thiepval (in piccardo Tièbvo) è un comune francese di 122 abitanti situato nel dipartimento della Somme nella regione dell'Alta Francia.
Thiepval fu il centro dell'omonimo scontro durante la prima guerra mondiale.

## Società

### Evoluzione demografica
Abitanti censiti